# 767

## Nașteri
- 28 august: Al-Shafi‘i (Imam)  (d. 820)
- 15 septembrie: Saichō călugăr japonez (d. 822)

## Decese
- dată necunoscută: Abu Hanifa  (n. 699)
- 28 iunie: Papa Paul I  (n. 700)